# سیارک ۱۹۲۶
سیارک ۱۹۲۶ (به انگلیسی: 1926 Demiddelaer، نامگذاری:1935JA) هزار و نهصد و بیست و ششمین سیارک کشف شده‌است که در ۲ مه ۱۹۳۵ کشف شد.
قدر مطلق سیارک برابر ۱۱٫۶۰ است.